# Fuji Dream Airlines
K.K. Fuji Dream Airlines (japanisch 株式会社フジドリームエアラインズ, Kabushiki-gaisha Fuji Dorīmu Earainzu) ist eine japanische Regionalfluggesellschaft mit Sitz in Makinohara und Basis auf dem Flughafen Shizuoka.

## Geschichte
Fuji Dream Airlines wurde 2008 gegründet, Inhaber ist zu 100 Prozent die Spedition Suzuyo & Co., Ltd. mit Sitz in Shizuoka. Der erste Jet der Gesellschaft wurde rot lackiert, die weiteren Maschinen sind beispielsweise blau, gelb oder grün.

## Flugziele
Fuji Dream Airlines flog zunächst nur ab dem Flughafen Shizuoka, inzwischen ist der Flughafen Nagoya jedoch das größte Drehkreuz. Es werden Ziele innerhalb Japans angeflogen.

## Flotte

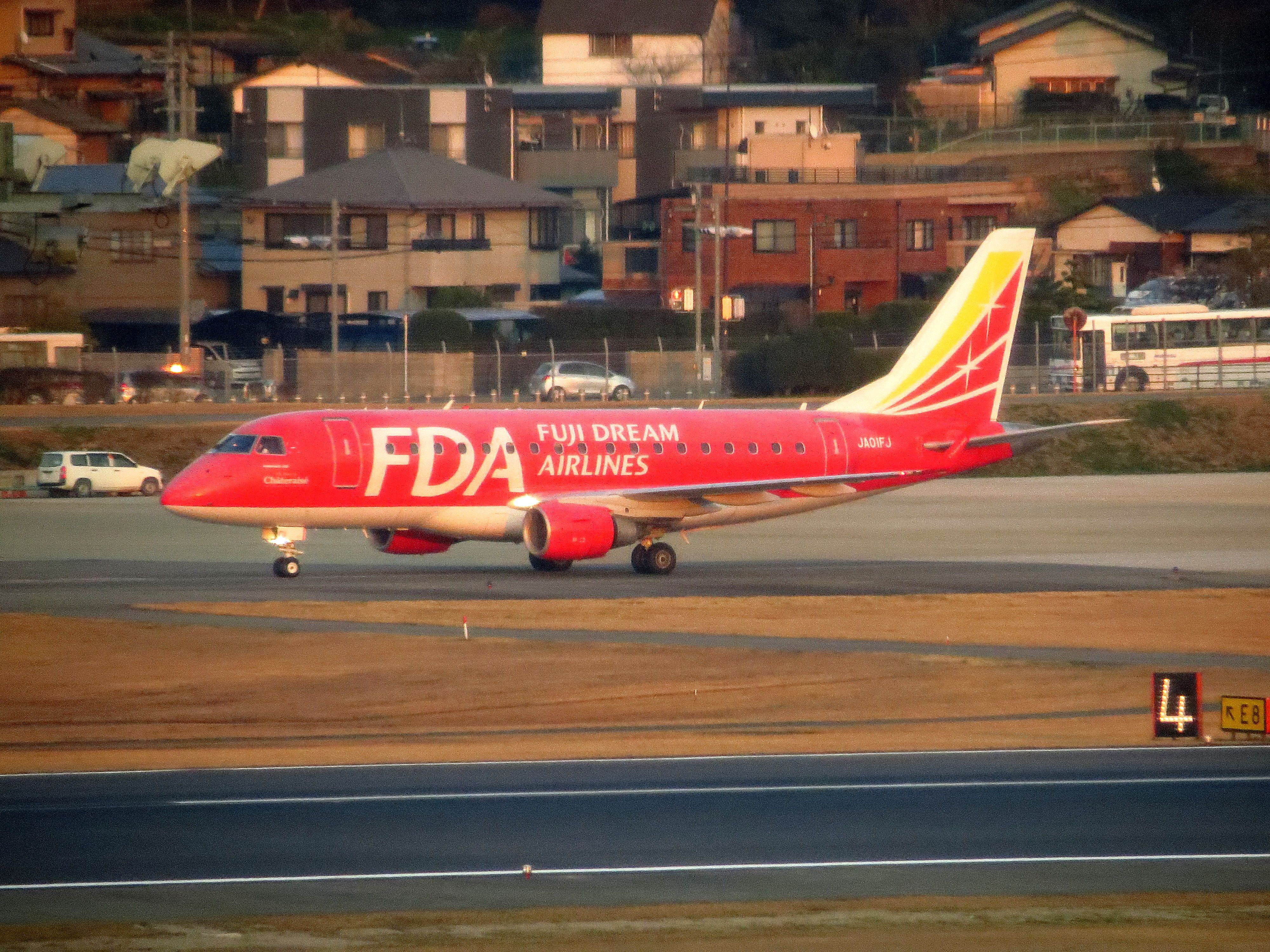
Embraer 170 der Fuji Dream Airlines

Mit Stand Juni 2022 besteht die Flotte der Fuji Dream Airlines aus 16 Flugzeugen mit einem Durchschnittsalter von 8,2 Jahren:
| Flugzeugtyp | Anzahl | bestellt | Anmerkungen | Sitzplätze |
| ----------- | ------ | -------- | ----------- | ---------- |
| Embraer 170 | 03     |          |             | 76         |
| Embraer 175 | 13     |          |             | 84         |
| Gesamt      | 16     | -        |             |            |